# Iberojet
Iberojet – іспансько-португальська чартерна авіакомпанія, що виконує близько- та далекомагістральні рейси з Іспанії та Португалії від імені туроператорів.

## Історія
«Iberojet» належить «Barceló Viajes» і був куплений «Barceló Group» у 2013 році після краху «Orizonia Corporation».  
Штаб-квартира авіакомпанії розташована в Пальма-де-Майорка, Іспанія. 
Раніше вона діяла як Evelop і була дочірньою компанією португальської Orbest 8 грудня 2020 року Evelop об’єдналася з Orbest і була перейменована на Iberojet. 

У 2021 році Iberojet надав Міністерству внутрішніх справ Великої Британії зафрахтований літак для депортації. 

## Напрямки
Iberojet обслуговує такі напрямки:
| Країна                   | Місто          | Назва аеропорту | Примітки |
| ------------------------ | -------------- | --------------- | -------- |
| Коста-Рика               | Сан-Хосе       | Сан-Хосе        | Сезонний |
| Куба                     | Гавана         | Гавана          |          |
| Куба                     | Варадеро       | Варадеро        | Сезонний |
| Домініканська республіка | Пунта-Кана     | Пунта-Кана      |          |
| Гондурас                 | Тегусігальпа   | Комайягва       | [ 4 ]    |
| Маврикій                 | Порт-Луї       | Маврикій        | Сезонний |
| Мексика                  | Канкун         | Канкун          |          |
| Мексика                  | Кабо-Сан-Лукас | Лос-Кабос       |          |
| Португалія               | Лісабон        | Лісабон         | Хаб      |
| Португалія               | Порту          | Порту           |          |
| Іспанія                  | Мадрид         | Мадрид          | Хаб      |
| Іспанія                  | Барселона      | Барселона       | Сезонний |

## Флот
Станом на грудень 2022, флот Iberojet містив наступні літаки:
| Тип             | В дії | Замовлено | Пасажирів | Пасажирів | Пасажирів |  |
| Тип             | В дії | Замовлено | C         | Y         | Всього    |  |
| --------------- | ----- | --------- | --------- | --------- | --------- |  |
| Airbus A320-200 | 1     | —         | —         | 180       | 180       |  |
| Airbus A330-300 | 3     | —         | —         | 388       | 388       |  |
| Airbus A330-900 | 1     | —         | —         | 388       | 388       |  |
| Airbus A350-900 | 2     | —         | —         | 432       | 432       |  |
| Всього          | 7     | —         |           |           |           |  |